# ROKS Gangjin
Le ROKS Gangjin (MHC-562) est un chasseur de mines sud-coréen des années 1990, l’un des six navires de classe Ganggyeong construits. Le navire a été lancé le 27 octobre 1990 au chantier naval Kangnam Corporation à Pusan. Il est entré en service dans la marine de la république de Corée le 31 mai 1991. 

## Conception
Les chasseurs de mines de la classe Ganggyeong ont été conçus au chantier naval national Kangnam, mais ont été modélisés d’après les navires italiens de la classe Lerici. Le premier navire, le ROKS Ganggyeong, ayant été testé, deux autres navires ont été commandés en 1988 et trois autres en 1990,. Les plans de construction d’un total de 16 navires de cette classe ont été abandonnés.
Le navire est un chasseur de mines côtier avec une coque en matériaux composites,. Sa longueur hors tout est de 50 mètres, sa largeur de 9,6 mètres (8,3 mètres à la ligne de flottaison) et son tirant d'eau est de 2,6 mètres,. Son déplacement standard est de 470 tonnes, et de 520 tonnes à pleine charge,. Le navire est propulsé par deux moteurs Diesel MTU d’une puissance totale de 2040 ch (1,5 MW), entraînant deux propulseurs cycloïdaux Voith Schneider ,. Le navire dispose également d’un propulseur d'étrave entraîné par un moteur de 75 kW,. La vitesse maximale du navire est de 15 nœuds,. Son rayon d'action est de 2000 milles marins à une vitesse de 10 nœuds,.
L’armement se compose d’un seul canon de 20 mm Oerlikon L/70 Mk 10 et de deux mitrailleuses L/90 de 7,62 mm.. Les contre-mesures contre les mines sont assurées par deux robots sous-marins autonomes Gaymarine Pluto,. L’équipement électronique comprend un radar de navigation Raytheon SPS-64, un sonar de coque GEC-Marconi 193M et un système de combat Racal MAINS 500,.
L’équipage du navire se compose de 5 officiers et de 43 officiers mariniers et matelots, dont quatre plongeurs,.

## Carrière
Le ROKS Gangjin a été construit par la Kangnam Corporation à Pusan,. Le navire a été lancé le 27 octobre 1990 et a été accepté au service dans la marine de la République de Corée le 31 mai 1991. Le navire a reçu le numéro tactique 562,. D’ici 2015, les drones sous-marins Pluton ont probablement été remplacés par le nouveau Saab Double Eagle. En 2024, le navire fait toujours partie de la flotte et a un statut opérationnel.